# Сферическая астрономия

Переходы между различными системами небесных координат — одна из типичных задач сферической астрономии

Сфери́ческая астроно́мия или позиционная астрономия — раздел астрономии, изучающий способы определения положения объектов на небесной сфере при наблюдении их с Земли в определённый момент времени и в определённом месте. Сферическая астрономия использует математические методы сферической геометрии и астрометрические измерения, и тесно связана с проблемой редукции наблюдений.
Это самый древний раздел астрономии. Первые связанные с ним знания относятся ещё к Древнему миру. Наблюдение небесных тел было и остаётся важным для многих религий и астрологии, а также для измерения времени и навигации. Сферическая астрономия отчасти решает задачу, обратную задаче астрометрии: она позволяет предсказать положение небесных тел в определённую дату в определённом месте, например, рассчитывая эфемериды исходя из моделей движения Солнечной системы.

## Предмет и содержание сферической астрономии
В то время как астрометрия на практике реализует измерения положений и относительных движений астрономических объектов, сферическая астрономия как более теоретическая дисциплина, тесно связанная с математикой, занимается вопросами установления небесных систем координат и систем отсчёта времени, а также переходов между ними. Фактически основной задачей сферической астрономии является редукция наблюдений, то есть вычисление координат и скоростей небесных тел в определённой системе координат на заданный момент времени, исходя из их наблюдений.
Основное понятие сферической астрономии — небесная сфера, то есть воображаемая сфера произвольного радиуса с центром в наблюдателе, на которую проецируются видимые положения астрономических объектов и на которой вводятся небесные системы координат, самые употребляемые из которых: горизонтальная, две экваториальные, эклиптическая и галактическая. Переходы между ними осуществляются по формулам сферической тригонометрии.
При наблюдениях видимые координаты небесных тел на небесной сфере, помимо собственного движения тел в пространстве, подвержены влиянию нескольких факторов: прецессии, нутации, рефракции, аберрации и параллактического смещения. Первые две причины приводят к глобальным смещениям систем небесных координат, а последние три причины, известные ещё в классической физике, а также отклонение света гравитационным полем, предсказанное релятивистской физикой (и преломление плазмой солнечного ветра, существенное для радиоволн), приводят к малым квазипериодическим изменениям видимых координат с течением времени, устранение (редукция) которых приводит координаты тел к топоцентрической системе координат, связанной с наблюдателем в момент наблюдения и направление осей которой задаётся положением наблюдателя на поверхности Земли.
Следующим шагом является редукция к земной системе координат, связанной с Землёй как целым, а от неё, через учёт прецессии и нутации — к инерциальной системе координат, для чего необходимо знать параметры фигуры и вращения Земли. В этом сферическая астрономия смыкается с геодезией, картографией и гравиметрией. Помимо этого, выполняется редукция также и времени наблюдения к инерциальной системе, что требует знания параметров движения Земли в Солнечной системе и учёта поправок общей теории относительности.

## Элементы
Основные элементы сферической астрономии — это системы координат и время. Для указания положения небесных тел используется экваториальная система координат, основанная на проекции экватора Земли на небесную сферу. Положение объекта определяется его прямым восхождением (α) и склонением (δ). На основе этих данных, широты и местного времени можно определить положение объекта в горизонтальной системе координат, а именно его высоту и азимут.
Координаты объектов звёздного неба, таких как звёзды и галактики, заносятся в каталоги, в которых приводится положение объекта в определённое время, обычно год, называемое эпохой каталога. Именно опорные каталоги вместе с процедурами измерения и редукции наблюдений реализуют небесные системы координат на практике. Однако совместное влияние прецессии, нутации и собственных движений небесных тел приводит к тому, что их координаты со временем несколько изменяются. Влияние таких изменений движения Земли компенсируется периодическим изданием новых редакций каталогов.
Для определения позиций Солнца и планет используются астрономические эфемериды (таблица значений, позволяющих определить положение небесных тел в определённое время, рассчитываемая методами небесной механики).

## Применения сферической астрономии
Сферическая астрономия является базисом для астрономии в целом и имеет многочисленные применения. В фундаментальной астрономии в результате обработки редуцированных астрометрических наблюдений определяются параметры небесных систем координат и шкал времени, а также уточняются параметры редукции и составляются системы астрономических постоянных. В прикладной астрономии сферическая астрономия рутинно используется в процессе решения задач навигации, то есть определения координат наблюдателя, как на Земле, так и в космосе.

## История
Астрономия зародилась из нужды в определении моментов определённых событий, как хозяйственного так и религиозного значения. Установление календаря требовалось для земледелия, и поэтому уже древние жители Месопотамии и Египта достаточно точно определили продолжительность года, а также по длинным цепочкам солнечных и лунных затмений научились их предсказывать. Шестидесятиричная система счисления древних вавилонян до сих пор используется при счёте времени.
Дальнейший прогресс связан с расцветом философии и математики в Древней Греции. Первый древнегреческий астроном Фалес Милетский (конец VII—первая половина VI века до н. э.) — один из «семи мудрецов», по преданиям, установил время равноденствий и солнцестояний, определил продолжительность года в 365 суток и понял то, что Луна светится не сама, и так далее. В то же время Землю он считал плоским диском, а причин затмений не понимал.
Затмения сумел правильно объяснить Анаксагор из Клазомен (около 500—около 428 года до н. э.), а гипотеза о шарообразности Земли была сформулирована пифагорейцами, им принадлежит также модель небесных сфер, от которой это понятие осталось в современной астрономии. Во второй половине V века до н. э. афинские астрономы Метон и Эвктемон наблюдениями равноденствий и солнцестояний установили с точностью до получаса длительность тропического года и нашли неравенство времён года, то есть неравномерность движения Солнца по эклиптике.
Разработка первых строгих математических теорий астрономии принадлежит Евдоксу Книдскому (около 400—355 годы до н. э.). Исходя из сферы и круга как идеальных фигур, он придумал систему разложения видимого движения Солнца и планет на равномерные вращения сфер, увлекающих за собой другие сферы, к последней из которых на экваторе прикреплено небесное тело. В его модели было 27 таких сфер, у Калиппа — 34, а Аристотель (384—322 годы до н. э.), благодаря авторитету которого эта модель стала доминирующей, рассматривал уже 56 сфер.
Гераклид Понтийский предположил, что кажущееся вращение самой внешней сферы неподвижных звёзд вызывается на самом деле вращением Земли, а изменения яркости Меркурия и Венеры, представлявшие собой проблему схемы Евдокса, вызываются их обращением вокруг Солнца, а не Земли как центра. Аристарх Самосский (310—230 годы до н. э.) показал, опираясь на наблюдения, что Солнце находится значительно дальше Луны, и на этой основе разработал первую гелиоцентрическую модель, объяснив также отсутствие видимого параллакса звёзд их очень большими удалениями от Земли.
Астрономы-наблюдатели Аристилл и Тимохарис (III век до н. э.) были пионерами определений положений звёзд и составили первый звёздный каталог в экваториальной системе, найдя прямые восхождения и склонения звёзд. Эратосфен из Кирены (276—194 годы до н. э.) определил с точностью до 50 км радиус Земли и с точностью до 8 секунд дуги наклон эклиптики к экватору.
Гиппарх (около 180—125 годы до н. э.) систематизировал и обобщил всех предшественников. Проведя собственные измерения положений звёзд и составив каталог, он нашёл изменения в долготах относительно данных Аристилла и Тиморахиса и пришёл к выводу о наличии прецессии, то есть движения точек равноденствий по эклиптике, что позволило ему уточнить длительность года. Помимо этого, для описания движения Солнца по эклиптике он ввёл систему эпициклов и эксцентров и вывел «первое неравенство», разность в положении центра истинного и среднего Солнца, что сейчас называется «уравнением времени» .
Далее в развитии астрономии последовала пауза, завершившаяся в конце I века н. э. работами по сферической тригонометрии греческого астронома Менелая Александрийского, результаты которого затем были использованы Птолемеем (около 100—около 165 годы), 13 книг Альмагеста которого стали основным источником астрономических знаний на следующие полторы тысячи лет по всей Евразии. Звёздный каталог Птолемея затем неоднократно обновлялся: аль-Баттани (880 год), ас-Суфи (964 год), «Альфонсовы таблицы» (1252 год), Улугбек (1437 год), что дало возможность уточнить постоянную прецессии и наклон эклиптики до единиц минут дуги.
Гелиоцентрическая теория Коперника, опубликованная в 1543 году, являлась следующим большим шагом, значение которого было понято лишь впоследствии, после работ Тихо Браге (1546—1601), который достиг наилучшей известной точности наблюдений звёзд и планет невооружённым глазом и составил новый каталог 777 звёзд с точностью положений в половину минуты дуги. Его наблюдения Марса позволили Кеплеру вывести законы движения планет, что окончательно подтвердило приоритет гелиоцентрической системы.
Джон Непер (1550—1617), изобретатель логарифмов, также разрабатывал задачи решения сферических треугольников, найдя аналогии Непера. Бурное развитие мореплавания сделало насущной задачу точного определения времени, для чего Гюйгенсом были изобретены вначале маятниковые (1656), а затем и пружинные часы (1675). В обсерваториях для хранения времени такие часы можно было использовать, но определение долготы в открытом море всё же представляло собой сложную проблему — точность хода часов в условиях корабельной качки и перепадов температур была совершенно недостаточной. Паллиативом служили рассчитываемые таблицы движения Луны и звёздные каталоги, на основе которых можно было определять долготу, так, таблицы Эйлера давали точность около градуса. Относительно устойчивые пружинные часы — хронометр — изобрёл в 1735 году Джон Гаррисон, но только в 1761 году его сын Вильям улучшил их настолько, что при путешествии на Ямайку достиг точности измерений долготы в 1/3 градуса.
К концу XVIII века механические часы выпускались уже десятками тысяч штук, их механизмы быстро совершенствуются, а точность повышается. Глобализация торговли и перемещений людей потребовала введения единого времени, и в 1884 году на международной конференции в Вашингтоне было принято поясное время, началом отсчёта которого стало гринвичское время — среднее солнечное время на выбранном нулевом меридиане, меридиане Гринвича. Там же определили линию перемены дат.
Изобретение телескопа в XVII веке Галилеем и усовершенствование его Ньютоном привело к быстрому прогрессу точности астрономических наблюдений. В 1725 году английский королевский астроном Джеймс Брадлей вывел из наблюдений аберрацию света, проявляющуюся в виде периодического изменения видимых положений звёзд из-за изменения направления и величины скорости движения Земли относительно них. В 1837 году Фридрих Бессель впервые сумел измерить также годичный параллакс звезды — относительное смещение звезды 61 Лебедя относительно ближайших к ней из-за изменения положения наблюдателя вместе с Землёй в пространстве.
Разработка теории движения Луны и Солнечной системы, исходя из закона всемирного тяготения Ньютона, заняла весь XVIII и XIX века, этим занимались Эйлер, Клеро, Даламбер, Лагранж и Лаплас. Точность и мощность методов неуклонно повышались, начиная с Ньютона, который качественно объяснил сплющенность Земли из-за центробежной силы и указал, что гравитационное воздействие Луны, Солнца и планет на экваториальный горб будет причиной прецессии. Количественную теорию этого явления дал в 1749 году Даламбер, объяснив также этим воздействием и нутацию, открытую Брадлеем в 1745 году. Эту теорию уточнил учётом океанов и атмосферы, а также приливов Лаплас, он же ввёл понятие потенциала, ставшее затем фундаментальным в физике, и выдвинул предположение о движении полюсов и неравномерности вращения Земли. Клеро занимался вопросом фигуры Земли, найдя, как из гравиметрических измерений можно определить её сжатие.
Прогресс точности наблюдений к концу XIX века позволил обнаружить движение полюсов, колебание которых с периодом около 1,2 года было найдено Сетом Чандлером в 1891 году и носит его имя. К концу XIX века была завершена и теория вращения абсолютно твёрдой Земли и Оппольцер получил формулы, описывающие прецессию и нутацию. Однако Саймон Ньюком, который ввёл современную систему параметров прецессии, в 1892 году выдвинул идею, что чандлеровское колебание вызывается влиянием упругости Земли на свободные эйлеровские колебания полюса твёрдой Земли. Таким образом оказалось, что движение полюса не может быть получено теоретически без точного знания структуры Земли, что вынуждает определять это движение регулярными измерениями. Для этого в 1898 году была создана Международная служба широты, функции которой затем перешли к Международной службе вращения Земли.
Наблюдения Луны и Солнца, в том числе древние, при сравнении с точными теориями движения Солнечной системы конца XIX—начала XX века, разработанными Ньюкомом, Брауном и де Ситтером, привели к обнаружению векового замедления вращения Земли. Теория движения Солнца Ньюкома была настолько точной, что стала основой создания первой динамической шкалы времени — шкалы эфемеридного времени, и определения эфемеридной секунды. Только к середине XX века точность часов — атомных стандартов частоты — стала лучшей, чем для эфемеридного времени, и переход к атомной шкале позволил непосредственно измерить неравномерность вращения Земли.
Новое развитие техники наблюдений в конце XX века — радиоинтерферометрия со сверхдлинными базами, лазерная дальнометрия и другие методы — позволило ещё повысить точность астрометрических измерений и фигуры Земли до миллиметровой точности, вынуждая учитывать уже и релятивистские эффекты отклонения и запаздывания электромагнитных сигналов в гравитационных полях, что было официально закреплено решениями Международного астрономического союза в 2000 году. Использование высокоточной техники позволило закартировать гравитационное поле Земли, измерить эффект влияния гравитационного поля на скорость хода часов и внедрить в практику глобальные спутниковые навигационные системы GPS (Global Positioning System) и ГЛОНАСС (ГЛОбальная НАвигационная Спутниковая Система). Новые опорные каталоги, относительно которых определяются небесные координаты, достигли точности в 0,1 миллисекунды дуги в радио и единиц миллисекунд в оптическом диапазоне.